# ويلي بولسين
ويلي بولسين (بالدنماركية: Willy Poulsen)‏ هو مجدف دنماركي، ولد في 21 ديسمبر 1946 في كوبنهاغن في الدنمارك.

## وصلات خارجية
- ويلي بولسين على موقع الاتحاد الدولي للتجديف (الإنجليزية)
- ويلي بولسين على موقع اللجنة الأولمبية الدولية (الإنجليزية)
- ويلي بولسين على موقع أوليمبيديا (الإنجليزية)